# Johannes Zick
Pour les articles homonymes, voir Zick.

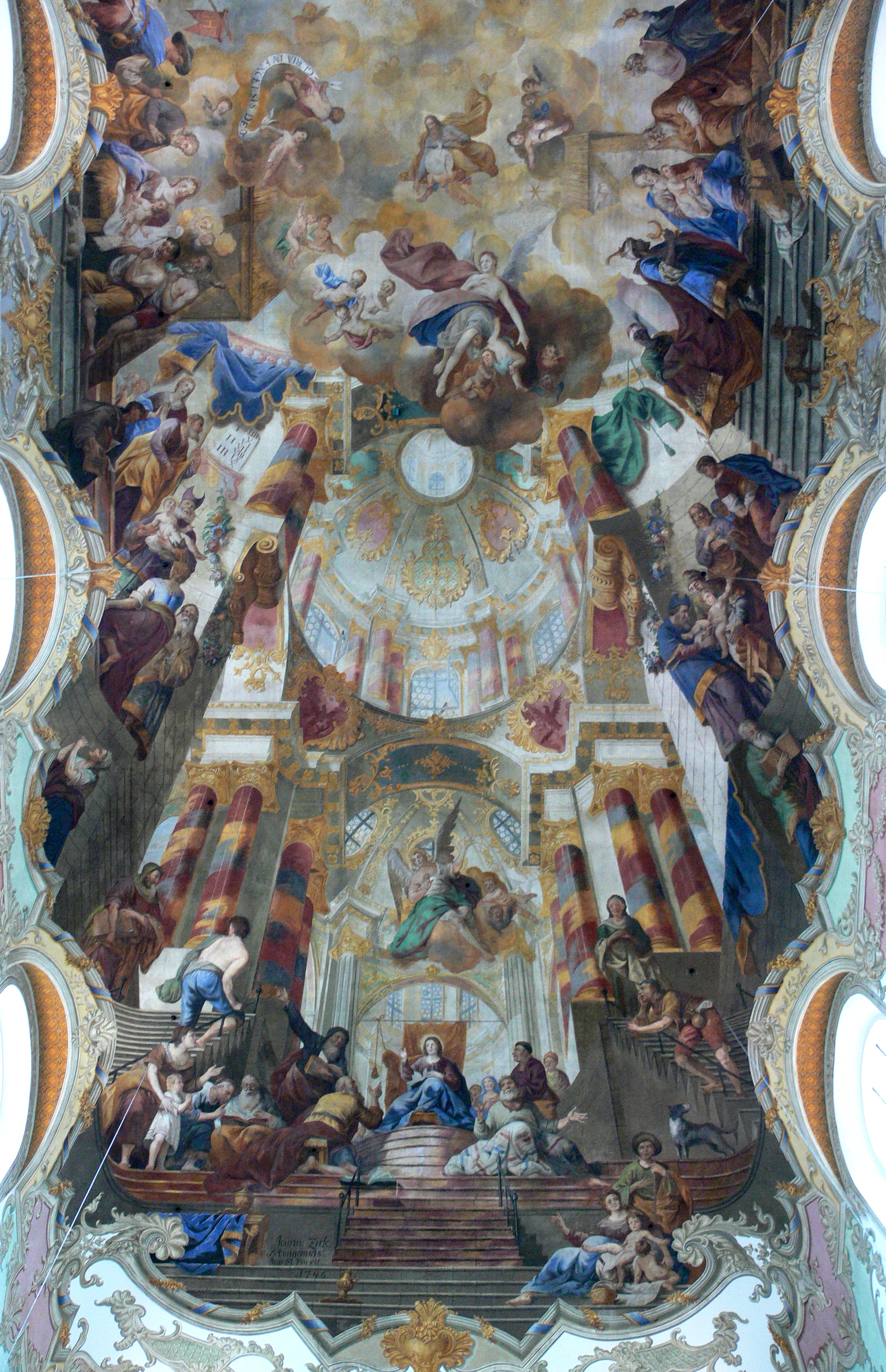
Scène de la vie de Jésus, Église Saint-Martin de Biberach an der Riß, 1746

Johannes (Johann) Zick (né le 10 janvier 1702 à Lachen (Bavière), mort le 4 mars 1762 à Wurtzbourg) est un peintre de fresques du sud de l'Allemagne, le père du peintre Januarius Zick.

## Biographie
Johannes Zick a commencé sa carrière en tant que forgeron dans l'atelier de son père. Entre 1721 et 1724, il fait son apprentissage de peintre de cour à Constance auprès de Jacob Carl Stauder. Ils peignent ensemble entre 1723 et 1725 l'église de Notre-Dame-de-Bon-Secours de Munich.
Il s'installe avec sa famille à Munich en 1728. Le duc, prince-évêque de Freising Jean-Théodore de Bavière le nomme peintre de cour en 1732. Il connaît l'inspiration pour ses fresques auprès des frères Asam.
De 1744 à 1749, il accomplit de nombreux travaux dans la région d'Oberschwaben, où il habite vraisemblablement au plus tard depuis 1746 Bad Schussenried ou Biberach an der Riß.
En 1749, Johannes Zick réside à Wurtzbourg et peint les fresques de la salle ovale donnant sur le jardin de la Résidence de Würzburg. De 1751 à 1759, il réalise les fresques du château de Bruchsal, la résidence du diocèse de Spire.

## Œuvres
- 1736 : décorations de la voûte et tableaux de l'autel de l'église Saint-Jean-Baptiste de Bergkirchen
- 1737 : fresques de la Roßackerkapelle à Rosenheim
- 1738-39 : église Saint-Georges de Burghausen
- 1740-42 : église Saint-André de Berchtesgaden
- 1745-46 : fresques du plafond de l'église Saint-Magne des prémontrés de Bad Schussenried, en collaboration avec son fils Januarius Zick
- 1746 : fresques du plafond de la nef et des allées de l'église Saint-Martin de Biberach an der Riß
- 1749-50 : fresques de la Résidence de Würzburg.
- 1751-59 : fresques du château de Bruchsal
- 1753 : coloration de l'église d'Amorbach
- 1755 : réfectoire du Monastère d'Oberzell à Zell am Main
- 1756 : église Sainte-Marie d'Aschaffenbourg
- 1757 : église de Grafenrheinfeld

## Source de la traduction
- (de) Cet article est partiellement ou en totalité issu de l’article de Wikipédia en allemand intitulé « Johannes Zick » (voir la liste des auteurs).